# 天羽尚吾
天羽 尚吾（あもう しょうご、1994年4月20日 - ）は、日本の俳優。神奈川県出身。フォセット・コンシェルジュ所属。身長170cm。A型。

## 略歴
4歳からダンスとピアノを始める。
神奈川総合高等学校在学時に、エンターテイメント集団「Orrizonte」を結成。
2013年、廃道開花『追風バルカロール』で脚本・演出を担当。
2016年から出演の舞台『弱虫ペダル』では、岸神小鞠役を好演。
盲目の少年を演じた映画『金色』は数々の映画祭でノミネートされ、その繊細な演技が好評を得た。
2023年2月に上演されたミュージカル『NOW LOADING』を演出・プロデュース。同年8月から渡英し、ロンドンを拠点に活動。イギリスでのエージェントはNG PERSONAL MANAGEMENT。
ミステリアスな存在感と鋭い感性が武器。

## 出演

### 舞台
1999年 - 2008年
- 座間芸術祭、コスモスダンススタジオ主催のステージ（1999年 - ）
- イマジンミュージカル アルプスの少女ハイジ（2003年8月）
- イマジンミュージカル We love musical（2005年）
- 世田谷文学館主催 舞台 ガラスの仮面（2008年8月）劇団つきかげ第二期生 - カオル・バビデ 役
- 湘南ダンスフェスティバル（2008年）

2013年
- ソラオの世界（2013年2月9日 - 17日、東京芸術劇場シアターイースト） - 右小指 役
- 銀河英雄伝説 第三章 内乱（2013年3月31日 - 4月13日、青山劇場）
- カラフル企画Vol.4  めぐりあうとき（2013年9月18日 - 22日、笹塚ファクトリー、ペンギンチーム）
- Sound Horizon Linked Horizon Revo's Halloween Party（2013年10月26日、さいたまスーパーアリーナ）

2014年
- 少年社中 15周年記念第三弾 贋作・好色一代男（2014年2月4日 - 11日、紀伊國屋ホール）
- 最遊記歌劇伝 God Child（2014年5月2日 - 7日、全労済ホール スペース・ゼロ）
- 河童（2014年7月18日 - 27日、吉祥寺シアター） - ラック 役
- PERSONA3 the WM 〜群青の迷宮〜（2014年9月16日 - 23日、シアター1010）
- 極上文學 走れメロス（2014年12月3日 - 28日、草月ホール 他） - 作家 役

2015年
- ミュージカル 八犬伝―東方八犬異聞―（2015年8月14日 - 23日、シアターサンモール） - 村雨 役
- PRINCE KAGUYA（2015年12月12日、博品館劇場/松下IMPホール） - ダンサー、女性

2016年
- 弱虫ペダル 総北新世代始動（2016年3月4日 - 27日、TOKYO DOME CITY HALL 他） - 岸神小鞠 役
- ジョー&マリ プロジェクト 熱闘!!飛龍小学校☆パワード（2016年6月18日 - 26日、シアターサンモール） - 真面目口パチオ 役
- 夏の夜の夢（2016年7月14日 - 18日、カメリアホール） - ヒポリタ 役
- テトラクロマット第3回公演 風は垂てに吹く（2016年8月18日 - 23日、吉祥寺シアター） - 幸吉 役
- サラ・ベルナール（2016年10月6日 - 14日、兵庫県立芸術文化センター / シアター1010） - 侍女ルイーズ 役
- ミュージカル 八犬伝―東方八犬異聞― 二章（2016年11月23日 - 27日、全労済ホール スペース・ゼロ） - 村雨 役
- JYUKAI-DEN -KINGS-（12月20日 - 25日） - ひばり 役

2017年
- 弱虫ペダル 新インターハイ篇〜スタートライン〜（2017年2月 - 3月、オリックス劇場 / TOKYO DOME CITY HALL） - 岸神小鞠 役
- 破壊ランナー（2017年4月21日 - 30日） - ピラニア 役
- ホリプロ ブロードウェイミュージカル ピーターパン（2017年7月 - 8月、東京国際フォーラムホールC） - カーリー 役
- 弱虫ペダル 新インターハイ篇～ヒートアップ～（2017年10月） - 岸神小鞠 役

2018年
- 弱虫ペダル 新インターハイ篇～箱根学園王者復格（ザ・キングダム）～（2018年3月）
- リミット・オブ・タイムラグ（2018年10月5日 - 14日）
- ゴールデンアックス（2018年12月19日 - 23日、SPIRAL CHARIOTS） - ミート・シーフ 役

2019年
- 弱虫ペダル 新インターハイ篇～制・限・解・除（リミットブレイカー）～（2019年5月10日 - 26日、シアター1010 他） - 岸神小鞠 役
- 新宿公社 ワルツ（2019年9月18日 - 22日、テアトルBONBON） - 吉野翔太 役
- ミュージカル（愛おしき）ボクの時代（2019年11月15日 - 12月15日、DDD青山クロスシアター） - 欅 役

2020年 -
- 弱虫ペダル 新インターハイ篇FINAL～POWER OF BIKE～（2020年2月21日 - 29日、天王洲 銀河劇場 他） - 岸神小鞠 役
- ミュージカル 四月は君の嘘（2020年7月 - 8月、東京建物 Brillia HALL他） ※新型コロナウィルス感染症の流行の影響で中止
- モブサイコ100 激突!爪第7支部（2021年8月6日 - 15日、ヒューリックホール東京） - 魔津尾 役
- The VOICE（2022年11月、遊空間 がざびぃ）
- ミュージカル NOW LOADING（2023年2月） - ジョニ 役

### テレビドラマ
- スーパー戦隊シリーズ（テレビ朝日）
  - 魔進戦隊キラメイジャー 第11話（2020年6月21日） - 川田洋二郎 役[28]
  - 暴太郎戦隊ドンブラザーズ ドン23話（2022年8月7日） - 田丸 役[29]
- レンアイ漫画家 第1話（2021年4月8日、フジテレビ）
- 相棒（テレビ朝日）
  - season20 第1話「 復活〜口封じの死」（2021年10月13日） - 雷太（服役囚） 役
  - season21 第10話「黒いコートの女」（2022年12月21日） - 古川健作 役
- 美しい彼 第4話 - （2021年12月9日 - 、毎日放送） - 劇団員・吉崎 役
- 仮面ライダーガッチャード 第6話（2023年10月8日、テレビ朝日） - 鉛崎ボルト 役[30]

### 映画
- 私は貝になりたい（監督：福澤克雄）
- ドグマ96「ゆく年、くるう年」（監督：黒田将史） - 主演
- 金色（監督：布瀬雄規） - 主演・東条実 役
- たけのことババロア（監督：鈴木ゆたか）
- The Walking Fish（監督：THESSA MEIJER）
- 本の隙間を歩く猫と2･3の友人（監督：鈴木ゆたか） - 主演
- ホムンクルス（監督：清水崇）
- 樹海村（監督：清水崇）

### ネット配信
- アクターズコミック #神奈川に住んでるエルフ（2020年、YouTube）[31]

### CM
- エプソン「みんな始めてる」
- かんぽ生命「人生は、夢だらけ。」
- Family Mart「おむすび100円セールCM」
- Y!mobile「と思いきやダンス」篇
- ナノプラチナ飲料「sai」プロモーション映像
- 「Platinum vuvu」プロモーション映像 - ナレーション
- アットホーム「いいお店探し篇」
- スマートニュース 「タイパ、たりてる？」（2023年）[32][33]

### バレエ
- スタジオベラーム「くるみ割り人形」（2006年12月）

### テレビバラエティ
- オモクリ監督〜O-Creator's TV show 堂山孝平監督 『プレゼント』（2014年11月30日、フジテレビ） - 野球部員 役

### ミュージック・ビデオ
- Hilcrhyme 「Lost love song 【III】」（2021年）[34]
- 空白ごっこ「かみさま」（2022年）[35]

### オリジナルビデオ
- 仮面ライダーガッチャード GRADUATIONS（2025年） - 鉛崎ボルト 役[36]